# Arnex-sur-Nyon
Arnex-sur-Nyon je obec na jihozápadě Švýcarska v kantonu Vaud. Žije zde 235 obyvatel.

## Geografie
Arnex-sur-Nyon se nachází asi 2 km vzdušnou čarou od francouzských hranic v nadmořské výšce 454 m, vzdušnou čarou 3,5 km západně od okresního města Nyon. Obec se rozkládá jižně od říčky Boiron de Nyon v rovině mezi Ženevským jezerem a Jurou.
Rozloha pouhých 2,0 km² pokrývá část roviny na úpatí Jury. Na severu protéká Boiron obcí v malém údolí. Na jihozápadě zasahuje území obce do lesa Maillefer, kde Arnex-sur-Nyon dosahuje svého nejvyššího bodu 473 m n. m. V roce 1997 bylo 10 % území obce pokryto zastavěnou plochou, 14 % lesy a lesními porosty a 76 % zemědělstvím.
Arnex-sur-Nyon zahrnuje několik samostatných zemědělských podniků. Sousedními obcemi Arnex-sur-Nyon jsou Crans, Eysins, Borex a Crassier.

## Historie
První zmínka o obci pochází z roku 1154 a nese název Arnai, později se objevuje zápis Arnay. Název místa pravděpodobně pochází z latinského osobního jména Arnius. Od první zmínky až do počátku 14. století patřila ves šlechticům z Arnexu, kteří byli pravděpodobně vazaly pánů z Prangins. Pozemky v Arnex-sur-Nyon vlastnilo také cisterciácké opatství Bonmont a páni z Gingins. V roce 1293 přešla svrchovanost nad Arnex-sur-Nyon na rod Savojských. Od roku 1432 patřila vesnice převorství v Ripaille.
Po dobytí Vaudu Bernem v roce 1536 přešel Arnex-sur-Nyon pod správu nyonského panství. Po pádu Staré konfederace patřila obec v letech 1798–1803 v období Helvétské republiky ke kantonu Léman, který byl poté po vstupu v platnost Ústavy o zprostředkování sloučen s kantonem Vaud. V roce 1798 byla přiřazena k okresu Nyon. Arnex-sur-Nyon nemá vlastní kostel, patří do farnosti Crassier.

## Obyvatelstvo
| Rok            | 1850 | 1880 | 1900 | 1910 | 1930 | 1950 | 1960 | 1970 | 1980 | 1990 | 2000 |
| Počet obyvatel | 100  | 93   | 79   | 87   | 84   | 85   | 65   | 65   | 62   | 109  | 136  |

Z celkového počtu obyvatel je 61,8 % francouzsky mluvících, 29,4 % anglicky mluvících a 1,5 % španělsky mluvících (stav v roce 2000).

## Hospodářství
Až do druhé poloviny 20. století byl Arnex-sur-Nyon vesnicí, která se vyznačovala především zemědělstvím. Dnes se zemědělství díky úrodné půdě zaměřuje na její využití jako ornou půdu, zatímco na svahu jižně od obce se pěstují vinice. Další pracovní příležitosti jsou k dispozici v sektoru služeb. V posledních desetiletích se obec rozvinula v rezidenční obec. Mnoho zaměstnanců dojíždí za prací především do Nyonu a Ženevy.

## Doprava
Přestože se obec nachází mimo hlavní dopravní tepny, má dobré dopravní spojení. Hlavní přístupová cesta vede z Nyonu. Dálniční křižovatka Nyon na dálnici A1 (Ženeva–Lausanne), která vede kolem obce, je vzdálena asi 4 km od centra obce. Arnex-sur-Nyon je napojen na síť veřejné dopravy prostřednictvím linky Postbusu z Nyonu do Coppet.